# Syracuse (Utah)
Syracuse – miasto w Stanach Zjednoczonych, w stanie Utah, w hrabstwie Davis.